# Homoanarta senescens
Homoanarta senescens är en fjärilsart som beskrevs av Dyar 1918. Homoanarta senescens ingår i släktet Homoanarta och familjen nattflyn. Inga underarter finns listade i Catalogue of Life.